# Orgellandschaft Litauen
Die Orgellandschaft Litauen umfasst heute mehr als 400 Orgeln, darunter über 100 historische Instrumente.

## Geschichte
Die älteste erhaltene Nachricht über eine Orgel in Litauen ist von 1408 über ein Portativ als Geschenk für Ona, die Ehefrau des Großfürsten Vytautas durch den Hochmeister des Deutschen Ordens Ulrich von Jungingen. Aus den folgenden Jahrhunderten gibt es nur wenige erhaltene Informationen über Orgeln und Orgelbauer in Litauen.
Im 18. Jahrhundert prägten deutsche Orgelbauer die Herstellung, besonders Gerhard Arend Zelle, ein Schüler Georg Casparis aus Königsberg, und dessen Schüler Nicolaus Jentzen (Jantzon) aus Hamburg. Von Adam Gottlob Casparini aus Königsberg und dessen Schüler Johann Preuß sind einzelne Instrumente erhalten. Bis in die Mitte des 19. Jahrhunderts gab es überwiegend nur Positive, meist einmanualig mit etwa 7 bis 15 Registern und ohne Pedal. Besonderheiten waren fast immer ein Zimbelstern und ein Paukenregister (zwei schwebende große Holzpfeifen).
Der romantische Orgelbau im 19. und frühen 20. Jahrhundert wurde in Litauen durch Juozapas Radavičius, Jonas Garalevičius, der bei Barnim Grüneberg in Stettin gelernt hatte, und Martynas Masalskis dominiert.
Es entstanden auch einzelne Instrumente durch bekannte Orgelbauer wie Friedrich Ladegast, E. F. Walcker und Franz Rieger. Im 20. Jahrhundert wurden zahlreiche historische Orgeln durch neuere ersetzt.
Nach der Eingliederung in die Sowjetunion 1944 verfielen zunächst viele Instrumente auf Grund von Kirchenschließungen. Seit den 1960er Jahren wurden einige wieder verstärkt genutzt, häufiger in Konzertsälen. Es wurden einige neue gebaut, unter anderem von Schuke Orgelbau aus Potsdam. 1972 wurde auf staatliche Anordnung eine einheimische Orgelbauwerkstatt durch Rimantas Gučas in Vilnius gegründet, die sich seitdem der Pflege, Restaurierung und Dokumentation der Orgeln im Land widmet. Seit 1992 entstanden zahlreiche neue Instrumente.

## Orgeln
Von den über 400 Orgeln in Litauen sind über 100 aus dem 17. bis 20. Jahrhundert erhaltene, dazu einige historische Gehäuse.
Die bedeutendste ist die fast vollständig erhaltene Orgel von Adam Gottlob Casparini von 1776 in der Heilig-Geist-Kirche in Vilnius, weitere Barockorgeln befinden sich in der Klosterkirche und der lutherischen Kirche in Kretinga, sowie in Tytuvėnai, Linkuva und Adakavas.
Die Instrumente sind nach der Anzahl der Register sortiert, ein großes „P“ bedeutet ein selbstständiges Pedal, ein kleines „p“ ein angehängtes.
| Ort         | Gebäude                               | Jahr      | Erbauer                  | Bild | Manuale | Register | Bemerkungen |
| ----------- | ------------------------------------- | --------- | ------------------------ | ---- | ------- | -------- | --- |
| Vilnius     | St. Johanneskirche                    | 1983–2000 | Rimantas Gučas           |      | III/P   | 64       | in historischen Gehäuse von 1765/66 von Nicolaus Jantzon                                                            |
| Kaunas      | Kathedrale St. Peter und Paul         | 1882      | Juozapas Radavičius      |      | III/P   | 63       | nach französischem romantischem Vorbild                                                                             |
| Vilnius     | Nationalphilharmonie                  | 1963      | Schuke, Potsdam          |      | III/P   | 52       | |
| Vilnius     | Kathedrale                            | 1969      | Schuke, Potsdam          |      | III/P   | 49       | in historischen Gehäuse von 1785 von Nicolaus Jantzon                                                               |
| Vilnius     | Klosterkirche St. Kasimir             | 1968/2003 | Oberlinger               |      | III/P   | 45       | ursprünglich in Durlach, Stadtkirche, 2003 in Vilnius neu zusammengesetzt, mit neuem Gehäuse                        |
| Kaunas      | Kirche St. Michael                    | 1939      | E. F. Walcker            |      | III/P   | 39       | 2008 von Ugale restauriert                                                                                          |
| Klaipėda    | Franziskanerklosterkirche             | 2013      | Rieger                   |      | III/P   | 37       | |
| Vabalninkas | Kirche Mariä Himmelfahrt              | um 1890   | Juozapas Radavičius      |      | III/P   | 32       | |
| Vilnius     | Dominikanerklosterkirche Heilig Geist | 1775/1776 | Adam Gottlob Casparini   |      | III/P   | 31       | fast vollständig original erhalten, bedeutendste Barockorgel im Baltikum, 1995–2005 durch Gučas restauriert – Orgel |
| Vilnius     | Lutherische Kirche                    | 2008      | Klais                    |      | II/P    | 29       | |
| Šiauliai    | Kathedrale St. Peter und Paul         | 1973      | E. F. Walcker            |      | II/P    | 29       | ursprünglich in Bargteheide, 1995 durch Gučas umgesetzt                                                             |
| Tytuvėnai   | St. Marien                            | 1789      | Nicolaus Jantzon         |      | II      | 24       | ohne Pedal |
| Švėkšna     | St. Jakobus                           | 1906      | Bruno Goebel             |      | II/P    | 24       | 2005 restauriert durch Šauklys                                                                                      |
| Linkuva     | Kirche Maria Scapula                  | 1764      | Nicolaus Jantzon         |      | II/p    | 23       | älteste erhaltene Barock-Orgel in Nordlitauen, 1897 erweitert durch Emil Martin                                     |
| Vilnius     | Kirche St. Peter und Paul             | 1905      | Juozapas Radavičius      |      | II/P    | 22       | Orgelprospekt nach Aristide Cavaillé-Coll in Madeleinekirche in Paris                                               |
| Pumpėnai    | St. Marien                            | 1898      | Modest Masalskis         |      | II/P    | 20       | 2007 restauriert durch Šauklys                                                                                      |
| Kretinga    | Lutherische Kirche                    | 1785      | Johann Preuß, Königsberg |      | II/P    | 14       | ursprünglich in Werden (Verdaine), Kirche, 1899 umgesetzt                                                           |
| Dotnuva     | Klosterkirche St. Maria               | 1827      | Michniewicz              |      | I/P     | 12       | 1996 restauriert durch Gučas                                                                                        |
| Griškabūdis | Kirche                                | 1804      | Georg Adam Neppert       |      | I/P     | 13       | im 19. Jhd. Erweiterung                                                                                             |
| Kartena     | Kirche Mariä Himmelfahrt              | 1774      | Paul Gerhard Zelle       |      | I       | 11       | Barock-Orgel, 1805 umgebaut und von 2007 bis 2009 restauriert                                                       |
| Vilnius     | Musikakademie                         | 1990–2000 | Orgelbau Pirchner        |      | I/P     | 11       | ursprünglich für Mozarteum gebaut, 2008 nach Vilnius verlegt                                                        |
| Vilnius     | Kirche St. Johannes, Oginski-Kapelle  | 1974      | Rimantas Gučas           |      | I/p     | 8        | in historischem Gehäuse von 1778 , mit historischer Disposition                                                     |
| Kretinga    | Klosterkirche Mariä Verkündigung      | 1680      | ?                        |      | I       | 8        | älteste erhaltene Orgel in Litauen, ursprünglich in Gintališkė, Kirche, 2004 restauriert durch Gučas, Kalnins       |
| Adakavas    | Kirche Johannes der Täufer            | um 1780?  | ?                        |      | I       | 7        | Positiv, Casparini oder seiner Umgebung zugeschrieben, 1986 restauriert durch Gučas                                 |